# Iberische Meseta

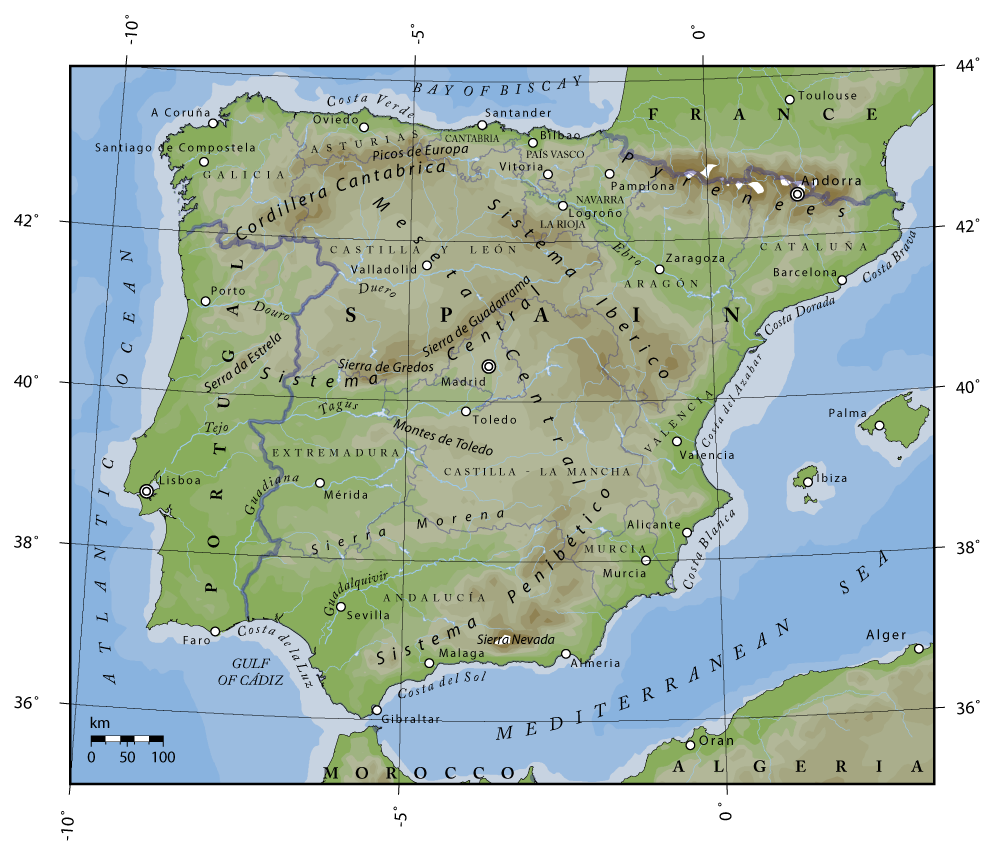
Lage der Meseta auf der iberischen Halbinsel

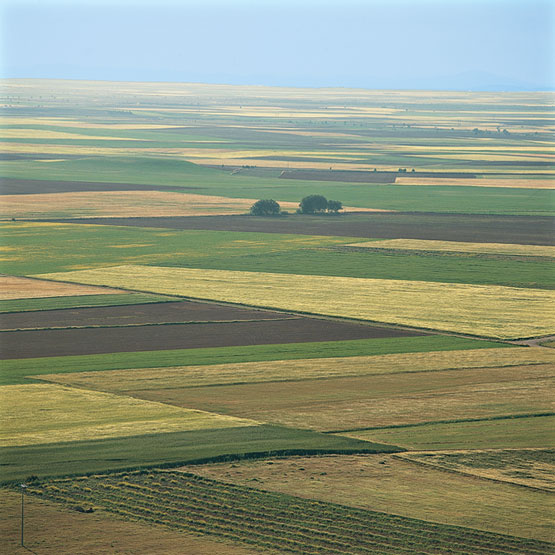
Frühjahr in der „Nordmeseta“

Als Meseta wird das im Zentrum der Iberischen Halbinsel (genauer Spaniens) gelegene, über 200.000 km² große kastilische Hochland bezeichnet. Da der Begriff Meseta aber nicht ausschließlich das kastilische Hochland, sondern Hochebenen allgemein bezeichnet und im geologischen Kontext für meist variszische Gebirgsrümpfe steht, wird sie präziser Iberische Meseta oder auch Iberisches Massiv, im Spanischen auch Meseta Central genannt.

## Geografie
Die Zentral-Meseta wird im Norden vom Kantabrischen Gebirge, im Osten vom Iberischen Randgebirge und im Süden von der Sierra Morena begrenzt. Im Südwesten geht sie in die Extremadura über, mit der sie in geologischer Hinsicht eine Einheit bildet. Das vorwiegend in Ost-West-Richtung verlaufende Iberische Scheidegebirge teilt die Meseta in einen nördlichen und einen südlichen Teil.
Nordmeseta
Die vom Duero entwässerte und etwa 650 bis 900 m hohe „Nordmeseta“ (Meseta Norte) entspricht in etwa der autonomen Gemeinschaft Kastilien-León und umfasst die historischen Landschaften Altkastilien und León. In ihr wird auf großen Flächen Getreide angebaut, aber auch Weinbau – z. B. im Anbaugebiet Ribera del Duero – und Schafzucht spielen eine Rolle.
Größte Städte sind Burgos, León, Valladolid und Palencia. Durch den nördlichen Teil der Nordmeseta verläuft in Ost-West-Richtung ein längerer Teil des Jakobsweges.
Südmeseta
Die etwa 500 bis 700 m hohe und vom Fluss Tajo durchflossene „Südmeseta“ (Meseta Sur) ist durch einzelne Gebirgszüge zergliedert und gibt ein weniger einheitliches Bild ab als die Nordmeseta. Sie entspricht der historischen Landschaft Neukastilien und verteilt sich auf die autonomen Gemeinschaften Kastilien-La Mancha und Madrid.
In ihrem westlichen Teil sind beweidete Steineichenwälder (dehesas) zu finden, ansonsten wird das Land vorwiegend für Wein- und Olivenanbau, aber auch für Getreide und Schafzucht genutzt.
Größte Städte sind Madrid, Toledo, Albacete und Ciudad Real.

## Sonstiges
Die Meseta ist Heimat der eisenzeitlichen Meseta-Kulturen.

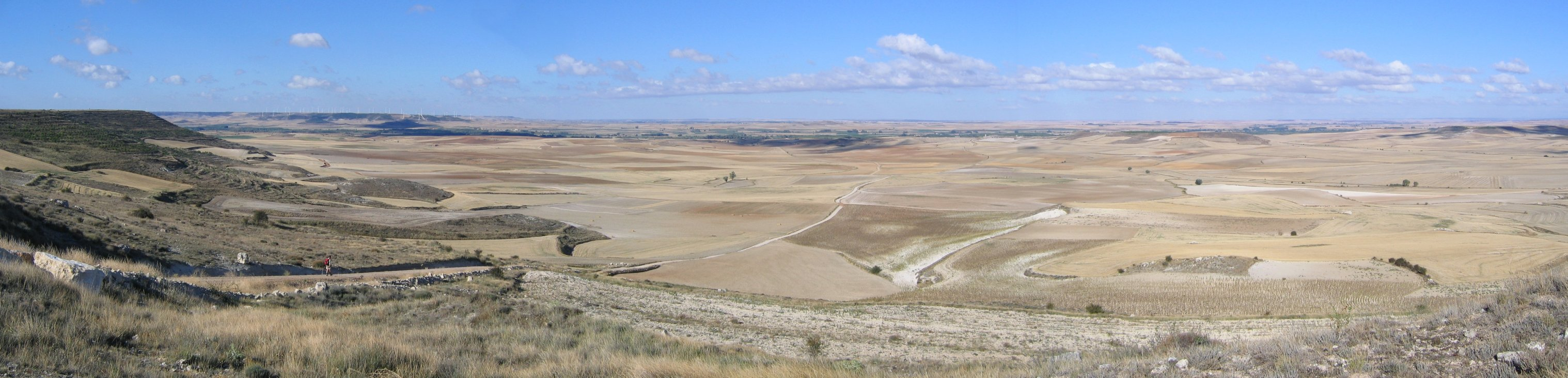
Meseta im September